# Villa Fischer
Villa Fischer, ubicado en la ciudad de Gerli, del partido de Lanús, Buenos Aires, es un barrio que refleja el proceso de urbanización de la región a principios del siglo XX. Establecido en 1900, su desarrollo está ligado tanto a la subdivisión de grandes terrenos como a la contribución de la familia Fischer, dueña de gran parte de esas tierras.

## Historia
El barrio de Gerli se formó en tierras que, en diferentes épocas, pertenecieron a distintos terratenientes. A finales del siglo XVII, Pedro Rojas y Acevedo adquirió una parte de la región y se dedicó a la producción de cueros y grasas. Durante el siglo XIX, el fraccionamiento de terrenos facilitó la creación de nuevos asentamientos en el conurbano bonaerense, lo que transformó gradualmente la zona.
A comienzos del siglo XX, el área era mayormente rural y estaba habitada por familias propietarias de grandes extensiones de tierra. Entre ellas se encontraba la familia Fischer, de origen alemán, que había llegado a mediados del siglo XIX. Hacia 1900, subdividieron sus terrenos para la construcción de viviendas, cediendo parte de ellos a quienes necesitaban un lugar donde construir su hogar. En 1910, el industrial textil Antonio Martino Gerli gestionó la inauguración de una parada ferroviaria en la línea del Ferrocarril Sud para facilitar el acceso de los trabajadores a su fábrica, lo que posteriormente dio origen a la Estación Gerli. Parte de la familia Fischer eran trabajadores de la fábrica de tejidos, lo que estrechó lazos entre ambas familias y afianzó el vínculo con la historia del barrio.
El desarrollo del barrio continuó a lo largo del siglo XX con un crecimiento demográfico e industrial. En 1946 se creó la Sociedad de Fomento Villa Fischer, actualmente conocida como Lanús Noroeste, con el objetivo de impulsar mejoras para los vecinos. A lo largo del tiempo, la zona mantuvo su identidad y sus habitantes han conservado parte de su historia.

## Clubes sociales
El Club El Porvenir fue fundado el 11 de septiembre de 1915 en la zona de Villa Porvenir por un grupo de militantes anarquistas. En su primera participación en competencias oficiales de fútbol, en 1918, utilizó como campo de juego la cancha del Club Sígueme Si Puedes, ubicada en la actual avenida Cabildo, entre Catamarca y Santa Fe. Este club, que le alquiló la cancha a El Porvenir, tenía su sede en la intersección de las calles Brasil y Santa Fe, en Villa Fischer, Gerli Oeste.
Por otra parte, la familia Fischer cedió terrenos para la creación del Club Social y Deportivo Portela, lo que permitió el establecimiento de un espacio destinado a la práctica de actividades deportivas y recreativas en el barrio. En la actualidad, el club ofrece diversas disciplinas, incluyendo fútbol y otras actividades culturales y sociales, con la participación de más de cuatrocientas familias.

## Geografía
Ubicado dentro de Gerli, está delimitado por las calles Brasil, la avenida Presidente Hipólito Yrigoyen (también conocida como avenida Pavón), la avenida Remedios de Escalada de San Martín y la Avenida San Martín.
Coordenadas: 34°41'10"S 58°23'30"W

## Población
Según el censo de 2022, Villa Fischer tiene una población de 8545 habitantes, distribuidos en 3353 hogares dentro de un área de 1 km². En comparación con el censo de 2010, cuando se registraron 8382 habitantes, la población ha aumentado un 1,94% en un período de doce años.